# Gens Vitèl·lia
La gens Vitèl·lia o Vitel·li (en llatí Vitellia gens o Vitelli) va ser una gens romana d'orígens controvertits.
El primer personatge segur del qui es tenen referències va ser Publi Vitel·li (Publius Vitellius), un cavaller romà, nadiu de Nucèria que va ser procurador d'August. Va deixar quatre fills, Aule, Quint, Publi i Luci. Entre els Vitel·lis hi van haver cònsols i un emperador al segle i que va governar vuit mesos.

Suposadament eren originaris de Sabínia. La família hauria estat rebuda entre els patricis dins el grup de les minores gentes. Un carrer, la via Vitellia (del Janícul a la mar) i una colònia anomenada Vitellia en terres dels eques, provarien la seva antiguitat. Quan la monarquia va ser enderrocada es menciona als Vitel·li, i una germana del cap familiar va ser la dona del cònsol Luci Juni Brut. No obstant altres historiadors els assignen un origen servil i diuen que la família hauria estat fundada per un llibert.

## La controvèrsia dels orígens
Quan l'historiador Suetoni va investigar sobre els orígens de l'emperador Vitel·li per escriure la seva obra Vides dels cèsars va sorgir una controvèrsia entre els partidaris d'aquest home i els seus enemics, uns dient que descendia d'una estirp antiga de nobles i els altres que procedia d'una gens plebea.
El nom d'aquesta gens podia haver-se originat a partir d'un diminutiu del cognomen Vitulus. Uns deien que el primer dels Vitellii havia estat contemporani de Faune, el rei dels aborígens, per tant els Vitellii eren d'ascendència sabina i, segons la tradició calia incloure'ls dins les famílies patrícies romanes. Una altra prova de l'antiguitat d'aquesta família era que dos germans anomenats Vitelli constaven a la llista dels qui havien donat suport al rei Tarquini el Superb després de la seva expulsió de Roma i una germana d'aquests era l'esposa del cònsol Luci Juni Brut, un dels primers de la República. Aquesta informació la va obtenir Suetoni d'un llibre que Quint Elogi havia escrit dedicat al qüestor Quint Vitel·li. Com a prova de l'ascendència sabina d'aquesta gens estava que la carretera que unia Roma amb el territori dels sabins es deia via Vitellia.
Per altra banda, l'escriptor Cassius Severus i altres consideraven que els Vitellii eren de baixa extracció, que el fundador de la gens era un llibert qui havia tingut un fill amb una prostituta, el qual havia adquirit amb diners la posició d'equites.
Suetoni finalment va deixar la qüestió dels orígens sense resposta, limitant-se a recollir totes les versions i dient que la gens Vitèl·lia s'havia establert a Nucèria Alfaterna. Aquesta afirmació s'ha pogut demostrar arqueològicament amb la troballa d'una inscripció en una pintura a Pompeia, que esmenta a un P. Vitellius, el títol del qual resta il·legible mentre resulta clar l'apel·latiu Constantia, que fa referència a la colònia romana de Nuceria. S'ha pogut deduir, doncs, que aquesta inscripció a qui menciona és a Publius Vitelli, pare del cònsol Lucius Vitellius.

## Membres destacats

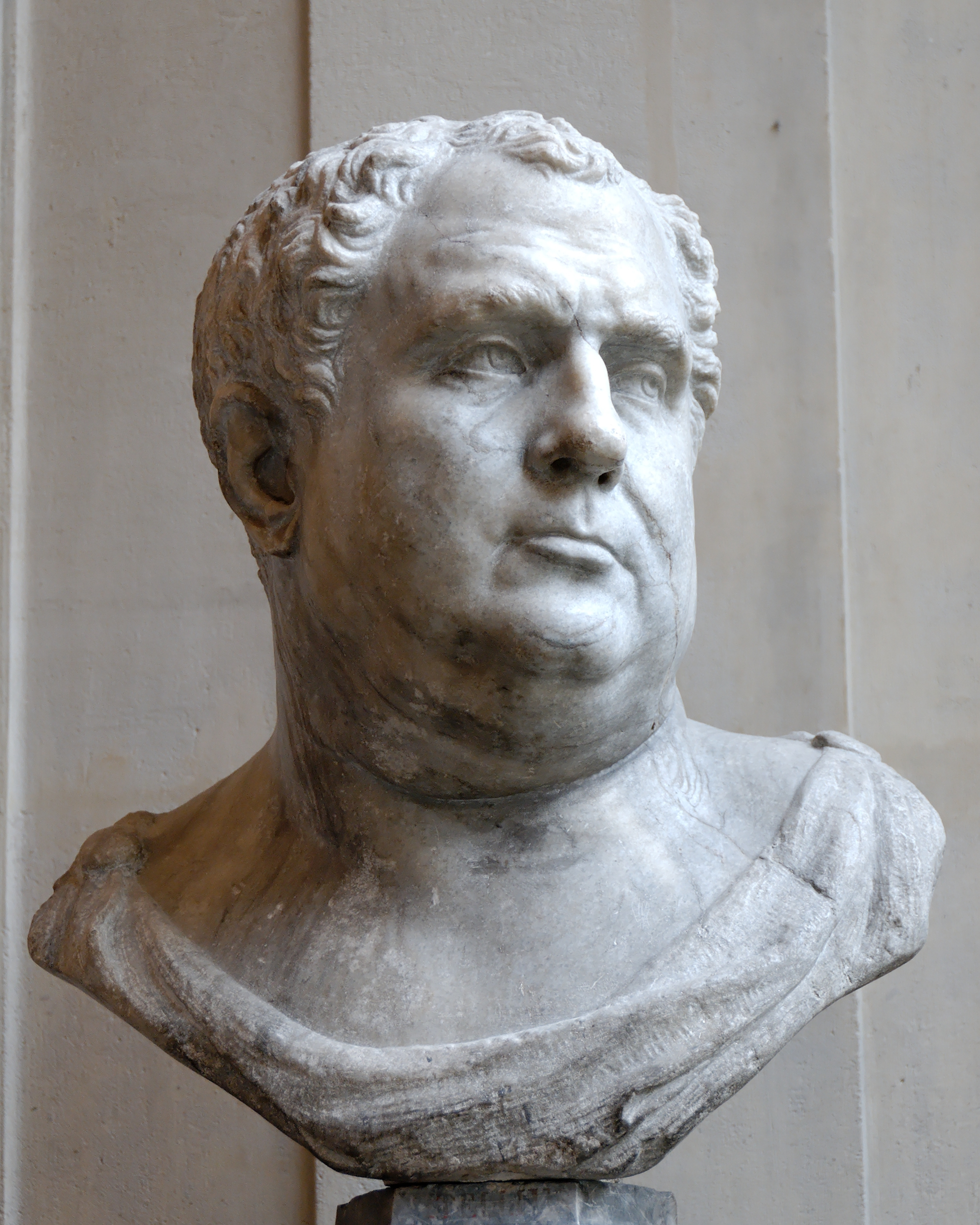
emperador Aule Vitel·li Germànic

- Publius Vitellius, procurador d'August.
- Aulus Vitellius, cònsol sufecte l'any 32.
- Quintus Vitellius, senador separat del seu càrrec per Tiberi.[6]
- Publius Vitellius, oficial de Germànic Cèsar.[7]
- Lucius Vitellius, tres vegades cònsol, també censor i governador de Síria.
- Lucius Vitellius, fill de l'anterior i cònsol l'any 48.[8]
- Aulus Vitellius, emperador l'any 69.
- Vitellius Germanicus, fill de l'emperador.
- Vitellius Petronianus,un altre fill de l'emperador.
- Vitellia, filla de l'emperador, esposa del legat Decimus Valerius Asiaticus.
- Publius Vitellius Saturninus, prefecte d'una legió de l'emperador Marc Salvi Otó.[9]
- Marcus Flavius Vitellius Seleucus, usurpador segons Polemius Silvius.

## Els Vitel·li italians
Al segle xvi una família d'Úmbria va arribar a ser molt prominent, ocupant títols nobiliaris i eclesiàstics. Aquesta família Vitelli reclamaven descendir de la gens romana dels Vitel·li.